# Lidia Martora
Lidia Martora, pseudonimo di Lidia Maresca (Rocca di Cave, 13 gennaio 1917 – Roma, 23 aprile 1971), è stata un'attrice italiana.

## Biografia
Nata da una famiglia di famosi artisti di varietà, la madre è una soubrette, il padre Achille un impresario, lo zio Luigi un cantante di operette; sorella di Marisa Maresca, è stata un'attrice del teatro di rivista dalla fine degli anni '30, per poi diventare una caratterista nel cinema italiano degli anni cinquanta e sessanta ed un'attrice radiofonica a televisiva.
Nel 1938, al Teatro Piccinni di Bari, durante lo spettacolo A Coperchia è caduta una stella, conosce Peppino De Filippo, che diventa il suo compagno di vita per molti anni (causando il litigio con il fratello Eduardo, che già nel 1940, dopo l'ingresso della Martora nella compagnia non l'aveva confermata nel suo ruolo).
L'esordio sul grande schermo è nel film Biancaneve e i sette ladri di Giacomo Gentilomo del 1949, con Peppino De Filippo e Silvana Pampanini, in un ruolo minore. 
Nel 1953 interpreta Carmela nel film Lo scocciatore (Via Padova 46) di Giorgio Bianchi, sempre con Peppino De Filippo e con Giulietta Masina. Continua peraltro in questi anni l'attività teatrale, e la sua recitazione è apprezzata dalla critica (ad esempio per Buon appetito, signor commissario da Paolo Ricci su L'Unità del 20 aprile 1958). Nel 1959 Mario Soldati la dirige nel film Policarpo, ufficiale di scrittura nel ruolo di Amelia Pancarano con Renato Rascel. Nel film con Totò Signori si nasce di Mario Mattoli interpreta Maria Luisa, la moglie di Peppino De Filippo.
Ottenuto da pochi giorni il divorzio dalla prima moglie Adele Carloni (sposata nel 1929 ma dalla quale viveva separato), Peppino De Filippo sposerà Lidia solamente il 23 aprile del 1971 in punto di morte di lei, nella camera numero 401 della Clinica Villa Flaminia di Roma in cui era ricoverata da una settimana a causa dell'aggravarsi del suo stato di salute. 
Lidia morirà solo tre ore dopo la mesta cerimonia nuziale, celebrata nella camera in cui era ricoverata. Riposa nella tomba di famiglia dei De Filippo, al Verano di Roma.

## Filmografia

### Cinema

Lidia Martora in una scena del film Signori si nasce (1960)

- Biancaneve e i sette ladri, regia di Giacomo Gentilomo (1949)
- Non è vero... ma ci credo, regia di Sergio Grieco (1952)
- Lo scocciatore (Via Padova 46), regia di Giorgio Bianchi (1953)
- I due compari, regia di Carlo Borghesio (1955)
- Una pelliccia di visone, regia di Glauco Pellegrini (1956)
- Policarpo, ufficiale di scrittura, regia di Mario Soldati (1959)
- Signori si nasce, regia di Mario Mattoli (1960)
- Genitori in blue-jeans, regia di Camillo Mastrocinque (1960)
- I 4 monaci, regia di Carlo Ludovico Bragaglia (1962)

## Prosa televisiva Rai
- Ventiquattr'ore di un uomo qualunque, di Ernesto Grassi, regia televisiva di Guglielmo Morandi, trasmessa il 31 maggio 1955.
- Pranziamo insieme, di Peppino De Filippo, regia televisiva di Antonello Falqui, trasmessa il 5 marzo 1956.
- Non è vero... ma ci credo, di Peppino De Filippo, regia televisiva di Fernanda Turvani, trasmessa il 9 agosto 1959.
- Un ragazzo di campagna, di Peppino De Filippo, regia televisiva di Fernanda Turvani, trasmessa il 16 agosto 1959.
- Aria paesana e Pranziamo insieme, di Peppino De Filippo, regia televisiva di Marcella Curti Gialdino, trasmessa il 4 settembre 1960.
- ...ma c'è papà!, commedia di Tiina e Peppino De Filippo, regia televisiva di Marcella Curti Gialdino, trasmessa l'11 settembre 1960.
- Il grande attore e Il ramoscello d'olivo, di Peppino De Filippo, regia televisiva di Marcella Curti Gialdino, trasmessa il 18 settembre 1960.
- La scorzetta di limone, di Gino Rocca, regia televisiva di Romolo Siena, trasmessa il 22 aprile 1962.
- L'ospite gradito, di Peppino De Filippo, regia televisiva di Romolo Siena, trasmessa il 29 aprile 1962.
- Un pomeriggio intellettuale, di Peppino De Filippo, regia televisiva di Romolo Siena, trasmessa il 6 maggio 1962.
- Quaranta... ma non li dimostra, di Peppino e Titina De Filippo, regia televisiva di Romolo Siena, trasmessa il 20 maggio 1962.
- Il berretto a sonagli, di Luigi Pirandello, regia televisiva di Romolo Siena, trasmessa il 27 maggio 1962.
- Una persona fidata, di Peppino De Filippo, regia televisiva di Romolo Siena, trasmessa il 3 giugno 1962.
- Giorgio Dandin, di Molière, regia televisiva di Bianca Lia Brunori, trasmessa il 6 settembre 1964.
- I migliori sono sempre così, di Peppino De Filippo, regia televisiva di Bianca Lia Brunori, trasmessa il 13 settembre 1964.
- Quel bandito sono io, di Peppino De Filippo, regia televisiva di Bianca Lia Brunori, trasmessa il 17 marzo 1965.

## Prosa radiofonica Rai
- Ventiquattr'ore di un uomo qualunque, di Ernesto Grassi, regia di Peppino De Filippo, trasmessa il 3 ottobre 1955.